# Volta al País Basc 2008
La Volta al País Basc 2008, 48a edició de la Volta al País Basc, es va celebrar entre el 7 i l'12 d'abril del 2008, amb un total de sis etapes.
El vencedor fou l'espanyol Alberto Contador, el qual dominà la cursa des del primer fins al darrer dia. A banda d'aquest triomf a la general aconseguí dues victòries d'etapa. L'australià Cadel Evans fou segon a 30" del líder, mentre Thomas Dekker acabava en tercera posició, tot i que una posterior sanció feu que fos Damiano Cunego el que ocupés aquesta posició.

## Classificació general
|   | Ciclista          | Equip                 | Temps       |
| - | ----------------- | --------------------- | ----------- |
| 1 | Alberto Contador  | Astana                | 21h 03' 59" |
| 2 | Cadel Evans       | Silence-Lotto         | +30"        |
|   | Thomas Dekker     | Rabobank              | +35"        |
| 3 | Damiano Cunego    | Lampre                | +57"        |
| 4 | Maxime Monfort    | Cofidis               | +1' 25"     |
| 5 | Mikel Astarloza   | Euskaltel-Euskadi     | +1' 37"     |
| 6 | Kim Kirchen       | Team High Road        | +1' 43"     |
| 7 | Sandy Casar       | La Française des Jeux | +2' 03"     |
| 8 | Ezequiel Mosquera | Karpin Galicia        | +2' 03"     |
| 9 | Fränk Schleck     | Team CSC              | +2' 05"     |

## Etapes
| Etapa    | Data       | Recorregut        | Km     | Vencedor d'etapa             | Líder de la general    |
| -------- | ---------- | ----------------- | ------ | ---------------------------- | ---------------------- |
| 1a etapa | 7 d'abril  | Legazpi - Legazpi | 137 km | Alberto Contador (ESP)       | Alberto Contador (ESP) |
| 2a etapa | 8 d'abril  | Legazpi - Erandio | 153 km | Kim Kirchen (LUX)            | Alberto Contador (ESP) |
| 3a etapa | 9 d'abril  | Erandio - Viana   | 195 km | David Herrero Llorente (ESP) | Alberto Contador (ESP) |
| 4a etapa | 10 d'abril | Viana - Vitoria   | 171 km | Kim Kirchen (LUX)            | Alberto Contador (ESP) |
| 5a etapa | 11 d'abril | Vitoria - Orio    | 162 km | Damiano Cunego (ITA)         | Alberto Contador (ESP) |
| 6a etapa | 12 d'abril | Orio - Orio (CRI) | 20 km  | Alberto Contador (ESP)       | Alberto Contador (ESP) |

### Etapa 1
7 d'abril de 2008. Legazpi - Legazpi, 137 km
|   | Ciclista          | Equip               | Temps      |
| - | ----------------- | ------------------- | ---------- |
| 1 | Alberto Contador  | Team Astana         | 3h 39' 22" |
| 2 | Ezequiel Mosquera | Karpin-Galicia      | + 3"       |
| 3 | David Herrero     | Karpin-Galicia      | + 8"       |
| 4 | Damiano Cunego    | Lampre              | m. t.      |
| 5 | Ricardo Riccò     | Saunier Duval-Scott | m. t.      |

|   | Ciclista          | Equip               | Temps      |
| - | ----------------- | ------------------- | ---------- |
| 1 | Alberto Contador  | Team Astana         | 3h 39' 22" |
| 2 | Ezequiel Mosquera | Karpin-Galicia      | + 3"       |
| 3 | David Herrero     | Karpin-Galicia      | + 8"       |
| 4 | Damiano Cunego    | Lampre              | m. t.      |
| 5 | Ricardo Riccò     | Saunier Duval-Scott | m. t.      |

### Etapa 2
8 d'abril de 2008. Legazpi - Erandio, 153 km
|   | Ciclista          | Equip            | Temps      |
| - | ----------------- | ---------------- | ---------- |
| 1 | Kim Kirchen       | Team High Road   | 3h 40' 42" |
| 2 | Paolo Bettini     | Quick Step       | m. t.      |
| 3 | David Herrero     | Karpin-Galicia   | m. t.      |
| 4 | Rinaldo Nocentini | Ag2r-La Mondiale | m. t.      |
| 5 | Damiano Cunego    | Lampre           | m. t.      |

|   | Ciclista          | Equip          | Temps      |
| - | ----------------- | -------------- | ---------- |
| 1 | Alberto Contador  | Team Astana    | 7h 20' 04" |
| 2 | Ezequiel Mosquera | Karpin-Galicia | + 3"       |
| 3 | David Herrero     | Karpin-Galicia | + 8"       |
| 4 | Damiano Cunego    | Lampre         | m. t.      |
| 5 | Peter Velits      | Team Milram    | m. t.      |

### Etapa 3
9 d'abril de 2008. Erandio - Viana, 195 km
|   | Ciclista          | Equip            | Temps      |
| - | ----------------- | ---------------- | ---------- |
| 1 | David Herrero     | Karpin-Galicia   | 4h 54' 24" |
| 2 | Luis León Sánchez | Caisse d'Epargne | m. t.      |
| 3 | Paolo Bettini     | Quick Step       | m. t.      |
| 4 | Leonardo Duque    | Cofidis          | m. t.      |
| 5 | Michael Albasini  | Liquigas         | m. t.      |

|   | Ciclista          | Equip          | Temps       |
| - | ----------------- | -------------- | ----------- |
| 1 | Alberto Contador  | Team Astana    | 12h 14' 28" |
| 2 | Ezequiel Mosquera | Karpin-Galicia | + 3"        |
| 3 | David Herrero     | Karpin-Galicia | + 8"        |
| 4 | Damiano Cunego    | Lampre         | s.t.        |
| 5 | Kim Kirchen       | Team High Road | s.t.        |

### Etapa 4
10 d'abril de 2008. Viana - Vitòria, 171 km
|   | Ciclista         | Equip          | Temps      |
| - | ---------------- | -------------- | ---------- |
| 1 | Kim Kirchen      | Team High Road | 4h 17' 33" |
| 2 | Morris Possoni   | Team High Road | s.t.       |
| 3 | David Herrero    | Karpin-Galicia | s.t.       |
| 4 | Michael Albasini | Liquigas       | s.t.       |
| 5 | Matthew Lloyd    | Silence-Lotto  | s.t.       |

|   | Ciclista          | Equip          | Temps       |
| - | ----------------- | -------------- | ----------- |
| 1 | Alberto Contador  | Team Astana    | 16h 32' 01" |
| 2 | Ezequiel Mosquera | Karpin-Galicia | + 3"        |
| 3 | David Herrero     | Karpin-Galicia | + 8"        |
| 4 | Damiano Cunego    | Lampre         | s.t.        |
| 5 | Kim Kirchen       | Team High Road | s.t.        |

### Etapa 5
11 d'abril de 2008. Vitòria - Orio, 162 km
|   | Ciclista         | Equip          | Temps      |
| - | ---------------- | -------------- | ---------- |
| 1 | Damiano Cunego   | Lampre         | 4h 02' 48" |
| 2 | Alberto Contador | Astana         | m. t.      |
| 3 | Thomas Dekker    | Rabobank       | mt.        |
| 4 | Kim Kirchen      | Team High Road | m. t.      |
| 5 | Davide Rebellin  | Gerolsteiner   | m. t.      |

|   | Ciclista         | Equip          | Temps       |
| - | ---------------- | -------------- | ----------- |
| 1 | Alberto Contador | Astana         | 20h 34' 49" |
| 2 | Damiano Cunego   | Lampre         | +8"         |
| 3 | Kim Kirchen      | Team High Road | m. t.       |
| 4 | David Herrero    | Karpin-Galicia | m. t.       |
| 5 | Cadel Evans      | Silence-Lotto  | m. t.       |

### Etapa 6
12 d'abril de 2008. Orio - Orio, 20 km (CRI)
|   | Ciclista         | Equip         | Temps   |
| - | ---------------- | ------------- | ------- |
| 1 | Alberto Contador | Astana        | 29' 10" |
| 2 | Cadel Evans      | Silence-Lotto | +22"    |
| 3 | Thomas Dekker    | Rabobank      | +27"    |
| 4 | Damiano Cunego   | Lampre        | +49"    |
| 5 | Robert Gesink    | Rabobank      | +1' 16" |

|   | Ciclista         | Equip         | Temps       |
| - | ---------------- | ------------- | ----------- |
| 1 | Alberto Contador | Astana        | 21h 03' 59" |
| 2 | Cadel Evans      | Silence-Lotto | +30"        |
| 3 | Thomas Dekker    | Rabobank      | +35"        |
| 4 | Damiano Cunego   | Lampre        | +57"        |
| 5 | Maxime Monfort   | Cofidis       | +1' 25"     |

## Progrés de les classificacions
Aquesta taula mostra el progrés de les diferents classificacions durant el desenvolupament de la prova.
| Etapa (Vencedor)           | Classificació general | Classificació per punts | Classificació de la muntanya | Classificació de les Metes Volants | Classificació per equips |
| -------------------------- | --------------------- | ----------------------- | ---------------------------- | ---------------------------------- | ------------------------ |
| Etapa 1 (Alberto Contador) | Alberto Contador      | Alberto Contador        | Egoi Martínez                | Iban Mayoz                         | Saunier Duval-Scott      |
| Etapa 2 (Kim Kirchen)      | Alberto Contador      | David Herrero           | Egoi Martínez                | Iban Mayoz                         | Lampre                   |
| Etapa 3 (David Herrero)    | Alberto Contador      | David Herrero           | Egoi Martínez                | Iban Mayoz                         | Saunier Duval-Scott      |
| Etapa 4 (Kim Kirchen)      | Alberto Contador      | David Herrero           | Egoi Martínez                | Iban Mayoz                         | Saunier Duval-Scott      |
| Etapa 5 (Damiano Cunego)   | Alberto Contador      | David Herrero           | Egoi Martínez                | Iban Mayoz                         | Karpin-Galicia           |
| Etapa 6 (Alberto Contador) | Alberto Contador      | Damiano Cunego          | Egoi Martínez                | Iban Mayoz                         | Rabobank                 |
| Final                      | Alberto Contador      | Damiano Cunego          | Egoi Martínez                | Iban Mayoz                         | Rabobank                 |

- A l'etapa 2 Ezequiel Mosquera vesteix el mallot de punts.

## Classificació individual de l'UCI ProTour 2008 després d'aquesta cursa
| Posició | Ciclista           | Equip            | Punts |
| ------- | ------------------ | ---------------- | ----- |
| 1       | André Greipel      | High Road        | 62    |
| 2       | Alberto Contador   | Astana           | 58    |
| 3       | Stijn Devolder     | Quick Step       | 50    |
| 4       | José Joaquín Rojas | Caisse d'Epargne | 45    |
| 5       | Cadel Evans        | Silence-Lotto    | 42    |
| 6       | Óscar Freire       | Rabobank         | 40    |
| 7       | Nick Nuyens        | Cofidis          | 40    |
| 8       | Thomas Dekker      | Rabobank         | 37    |
| 9       | Joan Antoni Flecha | Rabobank         | 35    |
| 10      | Damiano Cunego     | Lampre           | 33    |